# Ruka Souen
Ruka Souen (早園 瑠佳?, Sōen Ruka) è un personaggio del manga e anime Vampire Knight ideato da Matsuri Hino.

## Personaggio
Vampiro di sangue nobile, il suo potere le permette di controllare le azioni dei suoi nemici e di farli cadere preda di visioni create da lei. Amica d'infanzia di Aidoh, Kain e Seiren, fin dall'accesso al Collegio Cross si innamora di Kaname, che chiama con l'appelltaivo di "nobile Kaname" visto che si tratta di un sangue puro.
A causa di ciò è molto fredda con Yuki, ma alla fine supererà questa rivalità, capendo che Kaname non è innamorato di lei ma ama Yuki, e salverà la ragazza dall'attacco di alcuni servi di Rido Kuran. Non è disposta ad aprirsi con chiunque; infatti, con l'eccezione di Kaname, sembra essere in buoni rapporti solo con Kain, il cugino di Aidoh, e con Aidoh stesso, nonostante la rivalità che prova verso di lui a causa dell'interesse di quest'ultimo per Kuran. Con i due vampiri partirà dopo la partenza di Kaname. Si veste sempre con abiti molto semplici e femminili.